# كاميرون كينغ (لاعب دوري الرغبي)
كاميرون كينغ (بالإنجليزية: Cameron King)‏ هو لاعب دوري الرغبي أسترالي، ولد في 17 سبتمبر 1991 في واجا واجا في أستراليا.